# Vahagn Patera
La Vahagn Patera è una struttura geologica della superficie di Io.